# True Crime: Streets of LA
Pour les articles homonymes, voir True crime, True Crime (film, 1999), True Crime: New York City et True Crimes (film, 2016).
 (octobre 2019).
Si vous disposez d'ouvrages ou d'articles de référence ou si vous connaissez des sites web de qualité traitant du thème abordé ici, merci de compléter l'article en donnant les références utiles à sa vérifiabilité et en les liant à la section « Notes et références ».
True Crime: Street of LA est un jeu vidéo de tir en vue à la troisième personne dans un monde ouvert développé par Luxoflux et édité par Activision sur Xbox, PlayStation 2 et GameCube en 2003, et sur ordinateurs en 2004.

## Système de jeu
Le joueur incarne un policier du nom de Nick Kang chargé de ramener le calme dans la ville de Los Angeles gangrénée par les triades chinoises et la mafia russe.
Le mode scénario vous propose une suite d'épreuves variées allant de l'infiltration, à la fusillade, en passant par le combat à mains nues et la course poursuite. Entre les missions, il est possible de se balader dans la ville et de résoudre des crimes de rue secondaires. Il y a plusieurs crimes de rue (prise d'otages, viol, course poursuite, bagarre etc.). C'est au joueur de les résoudre suivant son envie. La façon dont vous mènerez une mission (comme un flic correct ou mauvais flic), et si vous achevez ou non les tâches qui vous sont assignées, influera sur la suite de l'histoire.
Vous aurez le choix entre devenir un fana des armes à feu ou un maître des arts martiaux. Un petit mode "bullet time" à la Max Payne (focus ou ralenti) sera aussi bien pratique pour vous débarrasser de vos adversaires les plus coriaces et les plus nombreux.
Tout cela vous fera aboutir à différentes fins du jeu : À vous de gérer votre scénario...

### Scénario
Nick Kang est un fils de policier tué dans des mystérieuses conditions alors qu'il était encore enfant. Il est envoyé avec son frère chez sa mère où il apprend les arts martiaux. Adulte, il retourne à Los Angeles pour y devenir un policier. Bien qu'étant un bon flic, il est suspendu pour ces méthodes jugées trop violentes et agressive mais son ancien chef lui propose un poste à la DOE. Ainsi commence l'histoire où en évoluant, on en apprend plus sur ce qui est arrivé au père de Nick à travers 3 scénarios qu'il faut compléter pour terminer le jeu et rétablir l'honneur du père de Nick.

### Fusillade
Dans True Crime, le joueur est confronté à bon nombre de fusillades face à des ennemis armés jusqu'aux dents.
Pour se défendre, Nick Kang dispose de deux pistolets (qui peuvent évoluer) avec munitions illimités. Il peut également se saisir des armes de ses adversaires une fois ceux-ci morts ou pris en bouclier humain. Les armes à feu peuvent être un simple pistolet automatique, un Magnum 44, un uzi, un fusil à pompe, une kalashnikov et même un lance-grenade !
Le joueur ne peut porter que deux armes à la fois (une dans chaque main) ce qui confère une puissance de feu redoutable bien qu'improbable (une kalashnikov dans une main et un lance grenade dans l'autre).
Le tir de précision permet au joueur de suspendre le temps (bullet time)un instant et de viser plus précisément.
Les sauts latéraux permettent de tirer en utilisant encore le bullet time, cela permet de prendre l'avantage sur un groupe d'ennemis.
Durant les fusillades, il est possible de saisir d'un ennemi en tant que bouclier humain afin de se protéger.

### Combat à mains nues
Les phases de bagarre sont au moins aussi nombreuses que celles de fusillade, mais celles-ci sont plus techniques.
Une combinaison impressionnante de coups est en effet disponible. Coups de poing, coups de pied bas, coups de pied hauts, constituent les coups de base. Un jauge d'endurance symbolisée chez les ennemis par des poings d'exclamation sera vidée peu à peu à chaque coup porté à l'adversaire. Une fois cette jauge vide, l'adversaire est sonné et le joueur a la possibilité d'asséner un coup spécial dévastateur. À ce moment, le temps est suspendu (un semblant de bullet time) et une combinaison de touches effectuée rapidement conduira à la réalisation d'un combo impressionnant digne des meilleurs films de kung-fu.
Le joueur a la possibilité de réaliser des prises telles que des clefs de bras, des planchettes japonaises, etc.
Durant une bagarre il est possible de s'armer d'objets tels que des poignards, des seringues, des bouteilles de verre, etc.
Certains coups et prises peuvent être appris dans les salles de sport du jeu.

### Courses poursuites et filatures
Peu nombreuses mais intéressantes, les courses poursuites peuvent sembler anecdotiques tant elles paraissent irréalistes et mal menées. La faute ici au moteur physique des véhicules du jeu qui offre la même maniabilité à une voiture de sport qu'à un fourgon blindé. À noter la possibilité de tirer en vue de précision tout en conduisant.
Les phases de filature obligent le joueur à suivre une voiture adverse dans les rues de la ville tout en restant à bonne distance.

### Infiltration
C'est le mode de jeu le moins représenté, il s'agit de rentrer dans un bâtiment sans se faire repérer par les gardes et en évitant de faire du bruit en touchant des éléments du décor.
Le joueur a le choix d'assommer ses ennemis, de les tuer ou de les endormir au moyen d'un pistolet tranquillisant à munitions limitées.

### Évolution du personnage
À chaque mission bien menée le joueur gagne des crédits symbolisés par des écussons de police. Si le joueur tue un adversaire, il perd des crédits. Si, au contraire, il arrête le suspect vivant, il en gagne.
Ces crédits peuvent être dépensés en réparation de véhicule ou en soins médicaux. Ils peuvent aussi être dépensé dans les lieux d'entraînement.
- Dans les dōjō, le joueur va apprendre de nouveaux coups spéciaux qui vont lui permettre de prendre l'avantage dans les combats.
- Dans les stands de tir, le joueur va accaparer de nouvelles techniques de tir qui vont lui permettre d'être plus précis, de viser plusieurs cibles à la fois ou de s'offrir des balles plus puissantes.
- À l'école de conduite, le joueur va apprendre de nouvelles techniques de conduites telles que les burnout, les dérapages contrôlés, la nitro, etc.

Entre chaque chapitre dûment complété il est possible de se rendre à ces mêmes lieux d'entraînement mais l'enjeu sera différent. Le joueur pourra gagner de nouvelles prises, de nouvelles armes, ou de nouvelles voitures.

### Secrets
À l'instar des paquets secrets dans la série Grand Theft Auto, True Crime propose une quête secondaire, il faut retrouver sur les 620 km2 de la ville du jeu, 30 os.
Une fois ces 30 os collectés, le joueur pourra incarner le chanteur de hip-hop Snoop Dogg, pour une mission d'une heure où il faudra résoudre le plus de crimes de rue possible.

## Casting
Les personnages du jeu se voient attribuer des voix de qualité et notamment celles d'acteurs réputés.
- Nick Kang interprété par Russell Wong
- George interprété par Christopher Walken
- Rocky, Agent Masterson interprété par Gary Oldman
- Rafferty interprété par Michael Madsen
- Rosie interprétée par Michelle Rodriguez
- Parmi les voix additionnelles on remarque celles de Michael Gough et de Vanessa Marshall

Margaret Tang était chargée du casting et de la direction des voix, tandis que son partenaire Rik Schaffer était l'ingénieur des voix, le monteur et le concepteur des effets de voix.

## Bande son
Le jeu propose environ 50 chansons très californiennes (l'action se déroulant à Los Angeles) avec des artistes comme Snoop Dogg, Ice-T, etc.
Les musiques balancent entre le hip-hop et le rock.

## Jeux similaires
Le gameplay (notamment les combats à mains nues et les phases de fusillades) de ce jeu ressemble énormément à celui du titre Dead to Rights développé par Namco mais qui a connu un succès plus mitigé.
Le joueur évolue librement dans la ville de Los Angeles plus ou moins bien reconstituée et peut se servir de véhicules, déclencher des bagarres ou des fusillades ou chercher des secrets comme dans Grand Theft Auto.
Les courses poursuites dans des villes reconstituées peuvent s'apparenter à celles de la série Driver.
Les phases de fusillades rappellent Max Payne avec les effets de bullet time mais le rythme de True Crime est plus effréné.
Une suite a été réalisée et est sortie en septembre 2005, elle reprend le principe de base de True Crime: Streets of LA mais abandonne les idées qui ont pourtant fait le succès de ce jeu. Cette suite se déroule dans la ville de New York et le joueur incarne à nouveau un policier, du nom de Marcus Reed. Cette suite porte le nom de True Crime: New York City.